# G.I.S.M.
G.I.S.M.（ギズム）は、日本のハードコア・パンクバンドである。1981年結成。ギタリストであるRANDY内田死去に伴い、2002年2月10日に行われたライブイベント"+R"を最後に活動を「永久凍結」（事実上解散）した。

## 概要
1981年に結成し、東大赤門ギグでライヴデビュー。活動スローガンに "anarchy & violence" を掲げ、間奏中にボーカリストの横山SAKEVIが客席に降りオーディエンスに暴行を加える、点火したガスバーナーやチェーンソーを持って客席に飛び込むなどそのスローガンを地でいく暴力的なステージを展開する。
1982年9月、新宿ロフトで行われた『消毒GIG特別篇ハードコアパンク2DAYS』にGAUZE、THE EXECUTE、THE COMES、MASTURBATION、LAUGHIN' NOSE等と出演。同年10月、テレビ東京『ヤングTOUCH』の暗黒大陸じゃがたらのライブ本番生録りに横山SAKEVIらパンクスが乱入し乱闘騒ぎとなる。
1983年4月、目黒鹿鳴館で行われた『消毒GIG Vol.11』に出演。同年11月、音楽雑誌『DOLL』が設立したハードコア専門レーベル・ドグマレコードから1stミニアルバム『DETESTation』を発売。日本のハードコア・パンク黎明期にリリースされた1stミニアルバムは、後のバンドに多大な影響を及ぼしたとされる。また徳間ジャパンから発売されたオムニバスアルバム『GREAT PUNK HITS』に参加し、当時の日本のハードコアシーンの衝撃的な音源をメジャーレーベルを通じて知らしめる一端を担った。
1984年8月、AAレコードから発売されたオムニバスアルバム『ハードコア不法集会』にLAUGHIN' NOSE、COBRA、Lip Cream等と参加。同アルバムは日本のハードコア・オムニバスの金字塔的作品とみなされている。
2009年12月、3rdアルバム『SoniCRIME TheRapy』の3rdプレス発売をもって「第一期完結」とアナウンスされ、以降音源の発売はされなくなった。しかし、2015年4月、突如1stミニアルバム『DETESTation』の全曲及び『OUTSIDER』を除く全コンピレーションアルバムへの参加作品をまとめてリマスターし収録したベストアルバム『DETERMINATION』が発売された。なお、宝島社が発売したオムニバスカセットブック『THE PUNX』に収録されている"G.I.S.M."という曲は"Aahb""Choke"という別々の曲をそれぞれ左チャンネル・右チャンネルに収録し1曲にまとめたものであり、『DETESTation』のボーナストラック及び『DETERMINATION』では2曲を切り離して独立の曲として収録している。
2015年10月現在、上述のベストアルバムを含む全ての音源・映像作品が廃盤になっており、入手は困難となっている。
2016年4月15日、オランダにて開催された音楽イベント『ロードバーンフェスティバル2016』に出演し、2002年2月に開催されたライブイベント『＋R』以来14年振りにライブを行った。
2018年9月11日、未公開ライブ映像のみを編集した映画「烈波壊虐音群突入911」(安田潤司監督/60分)を立川シネマシティ2で1日2回(384席×2回)の限定上映。チケットは即日完売。リハーサル映像の「GOD SAVE THE QUEEN」、エッグプラントにおけるライブでの客が逃げ惑うライブ映像など、G.I.S.M.のみの1時間作品。上映終了時には拍手が起こった。日本のハードコアバンドの映画が商業映画館で上映されたのは初めてである。
2022年9月11日、BEAST ARTSから「烈波壊虐音群突入911」の発売がリリースされる。
2023年8月24日、バンドの中心人物である横山が死去。

## メンバー
- 横山SAKEVI（ボーカル）

2023年8月24日、死去。
- RANDY内田（ギター）

80年代にG.I.S.M.と並行してHIROSHIMAと共にR.U.G. (Randy Uchida Group)というヘヴィメタルバンドのギタリストとしても活動していた。
2001年2月、胃癌により死去。
- KIICHI（ベース）

"+R"ではギター。元サブラベルズのメンバー。
- IRONFIST TATSUSHIMA（ドラムス） 元The Magnets

### 旧メンバー
- CLOUDY（"+R"にはKANNONとして参加）（ベース）
- MARIO（ドラムス）
- HIROSHIMA（ドラムス）
- 香村カヲリ（ドラムス) MARIOの前任者
- GHOST(ベース）元GHOUL
- 南部（ギター）ディフェランス
- EXECUTIONER（コーラス）1stEP "DETESTation" の1, 3曲目に参加

## ディスコグラフィ

### アルバム
1. DETESTation （1983年、ミニアルバム。1992年にボーナストラック3曲を追加してCD化[14]。）
2. M.A.N. (Military Affairs Neurotic) （1987年、初回プレスのみポスター付属、2023年LP.CD.カセットテープ再発)
3. SoniCRIME TheRapy （2002年）
4. DETERMINATION（2015年、ベストアルバム）

### ビデオ・映画
1. Performance （1985年）
2. BOOTLEG 1986 （1986年）
3. Gay Individual Social Mean - Subj & Egos, chopped （1995年）
4. +R, Regicide Reverberation （2002年）
5. 映画「烈波壊虐音群突入911」(2018年)

すべて映画監督・映像作家の安田潤司が監督。

### オムニバス
1. OUTSIDER （1982年）
2. GREAT PUNK HITS （1983年）
3. ハードコア不法集会 （1984年）
4. P.E.A.C.E./War （1984年）
5. THE PUNX （1985年、カセットテープのみ発売）

なお、この他ライブでのみ演奏され公式音源への収録は一度もされていない"Punks is Hippies"という曲が存在する。